# PGC 38033
LEDA/PGC 38033 (auch NGC 4045A) ist eine linsenförmige Galaxie vom Hubble-Typ SB0 im Sternbild Jungfrau auf der Ekliptik. Sie ist schätzungsweise 227 Millionen Lichtjahre von der Milchstraße entfernt und hat einen Durchmesser von etwa 40.000 Lichtjahren. Gemeinsam mit NGC 4045 bildet sie das optisches Galaxienpaar Holm 320.
Im selben Himmelsareal befinden sich u. a. die Galaxien NGC 4063, NGC 4073, NGC 4075, IC 2989.